# 랴오쥔자
랴오쥔자(廖雋嘉, 요준가, 영문명은 Elise Liao, 1982년 5월 16일 ~ )는 중화인민공화국 홍콩 특별행정구의 여성 가수, 작사가, 영화배우, 광고 모델, 수필가이다.

## 생애

### 어린 시절
중화인민공화국 후난성 창사에서 출생하였고 지난날 한때 중화인민공화국 푸젠성 푸저우에서 잠시 유아기를 보낸 적이 있는 그녀는 중화인민공화국 광둥성 광저우에서 성장하였다.

### 데뷔
2001년 홍콩에서 광고 모델 첫 데뷔하였고 2004년 가수 데뷔하였으며 이듬해 2005년 영화 《표이흉간(飄移凶間)》의 단역으로 영화배우 데뷔하였다.

## 학력
- 중화인민공화국 국립 광저우 싱하이(星海) 음악전문학원 2년 전문학사

## 호우(好友) 관계
- 천메이스, 량청치, 장만링과 절친한 관계이다.